# デモリッション
デモリッション（Demolition）は、1987年から1991年にかけて、アメリカ合衆国のプロレス団体WWFで活躍したタッグチーム・ユニットである。

## メンバー
- アックス（Ax）
  - 身長：192cm、体重：132kg。正体はビル・イーディー。チームのリーダー格。
- スマッシュ（Smash）
  - 身長：193cm、体重：135kg。正体はバリー・ダーソウ。後にリポマンとして活躍。
- クラッシュ（Crush）
  - 身長：198cm、体重：143kg。正体はブライアン・アダムス。1990年より加入。

## 来歴
1986年、ビンス・マクマホン・ジュニアの新体制下で全米侵攻を進め、マット界の勢力図を一変させたWWFは、さらなる起爆剤として当時NWA地区で大人気だったロード・ウォリアーズの引き抜きを画策していた。しかし、再三に渡るアプローチにもかかわらずウォリアーズとの契約は難航し、彼らのイミテーションを独自にプロデュースして売り出すことになる。そこで誕生したのが、ウォリアーズ同様にマッドマックスの世界観をモチーフとしたタッグチーム、アックスとスマッシュのデモリッションである。

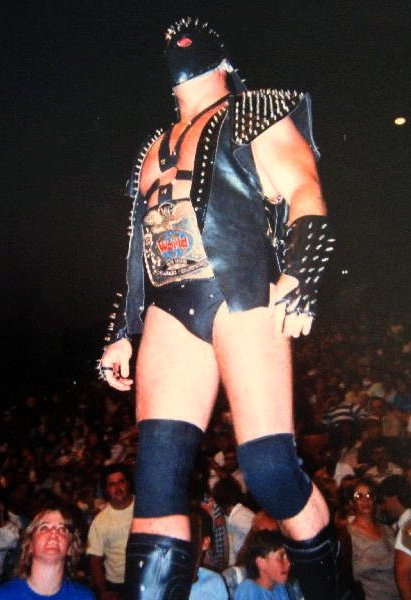
入場コスチューム

メンバーには、当時WWF版マシーンズのスーパー・マシーンに扮していたビル・イーディーがアックス、ザ・ムーンドッグスのレックスことランディ・コリーがスマッシュに起用され、1987年1月17日収録の『スーパースターズ・オブ・レスリング』にてプレ・デビュー戦が行われた。しかし、長年WWFで活動していたコリーはファンの間で正体が割れており、また実力的にも体格的にも見劣りするため、当時NWAでザ・ラシアンズの一員としてウォリアーズと抗争していたバリー・ダーソウと入れ替わることになった。
ウォリアーズの大ブレイク以来、その人気にあやかろうと彼らのギミックやコンセプトを真似たタッグチームは全米で様々に誕生していたが、コヨーテとイーグルのアメリカン・スターシップ、ロックとスティングのブレード・ランナーズなど、そのほとんどが当時は無名の新人である場合が多かった。しかしイーディーとダーソウは、それぞれマスクド・スーパースターやクラッシャー・クルスチェフとしての活躍で十分な実績を築いており、ギミックを変える必要のないネームバリューを持っていた。また、両者はウォリアーズの影響下にあったレスラーに顕著な筋肉マン・タイプではなく、プロレスラー然としたナチュラルな体型の持ち主であり、特にベテランのイーディーは試合巧者としても高い評価を得ていた。それだけに、業界内では両者のギミック・チェンジに懐疑的な声もあったが、結果として凡百のフェイク版ウォリアーズとは一線を画した実力者同士の強力コンビとなり、1980年代後半のアメリカン・プロレスを代表するタッグチームとしてその名を残した。
また、顔面ペイントを施しているものの髪型はモヒカン刈りではなく、『スター・ウォーズ』のダース・ベイダーを思わせる甲冑や『マッドマックス2』のヒューマンガスを意識したコスチュームもウォリアーズとは差別化されており、彼らの単純なコピーではない、WWFオリジナルのユニットであることが強調されていた。

### アックス&スマッシュ
ジョニー・Vをマネージャーに、ヒールの大型タッグチームとして1987年3月14日のサタデー・ナイト・メイン・イベントにて本格的なデビューを果たす。以降、ジョニーに代わってミスター・フジが専属マネージャーとなり、ブリティッシュ・ブルドッグス（ダイナマイト・キッド&デイビーボーイ・スミス）、キラー・ビーズ（ジム・ブランゼル&ブライアン・ブレアー）、ルージョー・ブラザーズ（レイモンド・ルージョー&ジャック・ルージョー）、ヤング・スタリオンズ（ポール・ローマ&ジム・パワーズ）などのチームを下し、1988年3月27日のレッスルマニアIVでストライク・フォース（リック・マーテル&ティト・サンタナ）からWWF世界タッグ王座を奪取。その後、11月24日のサバイバー・シリーズ1988でマネージャーのフジと仲間割れしてベビーフェイスに転向。同年6月にNWAからWWFに移籍してきた、ロード・ウォリアーズの完全なフェイク版であるパワーズ・オブ・ペイン（ザ・バーバリアン&ザ・ウォーロード）と抗争を展開した。
1989年7月18日、ブレイン・バスターズ（タリー・ブランチャード&アーン・アンダーソン）に敗れ1年4か月間に渡って保持していた王座を奪われるが、10月2日のサタデー・ナイト・メイン・イベントで奪回。しかし、12月13日にコロッサル・コネクション（アンドレ・ザ・ジャイアント&ハク）に敗れて再び陥落。以降、王座を巡るコロッサル・コネクションとの抗争がスタートし、1990年4月1日のレッスルマニアVIで奪還に成功、3度目の戴冠を果たした。直後の4月13日には東京ドームで行われた『日米レスリングサミット』に来日、ジャイアント馬場&アンドレの大巨人コンビと対戦している。

### アックス、スマッシュ&クラッシュ
1990年の下期、リージョン・オブ・ドゥーム（LOD）のWWF移籍が決定する。これに伴い、デモリッションはヒールターンしてLODの抗争相手を担うことになったが、アックスの体調不良のため、3人目のデモリッションとしてクラッシュ（ブライアン・アダムス）が加入。タッグ王座は「3者共有」のものとし、クラッシュがスマッシュのパートナーとなって防衛戦を行い、アックスはプレイング・マネージャーとしてセコンド役を務めるようになった。
同年8月27日のサマースラム1990ではスマッシュ&クラッシュが王者チームとしてハート・ファウンデーション（ブレット・ハート&ジム・ナイドハート）の挑戦を受けたが、LODの介入により防衛に失敗して王座から陥落。以降、LODとの遺恨試合が繰り広げられた。マネージャーのフジとも復縁して、アックスもフルタイムではないものの前線に復帰。LODにはアルティメット・ウォリアーが助っ人に付き、3対3の軍団抗争にまで発展したが、11月22日のサバイバー・シリーズ1990を最後にアックスがWWFを退団することになる。

### スマッシュ&クラッシュ
アックスの離脱後はスマッシュとクラッシュのコンビでデモリッションを継続させ、1991年3月24日のレッスルマニアVIIでは天龍源一郎&北尾光司と対戦。同年は、当時のWWFの日本での提携先だったSWSにも来日、天龍&阿修羅・原の龍原砲、ジョージ高野&高野俊二のタカノ・ブラザーズなどと対戦した。
しかし、キャラクターがマンネリ化したこともあって徐々に負けブックが増えるようになり、同年半ばにチームを解散。スマッシュは新ギミックのリポマンに変身し、クラッシュは一時WWFを離れ、古巣であるオレゴン地区のパシフィック・ノースウエスト・レスリングにデモリッション時代と同じスタイルで参戦した。翌1992年にはベビーフェイスのシングルプレイヤーとしてWWFに復帰、同年8月29日のサマースラム1992ではクラッシュ対リポマンという、かつてのパートナー同士の対戦カードが組まれた。

### WWF以降
イーディーはWWFを退団してからも同様のリングネームとコスチュームを使い続け、マスクド・スーパースター時代の主戦場だった新日本プロレスにも来日した（1991年6月にはデモリッション・スタイルのカナディアン・ジャイアントなる巨漢選手を帯同したこともある）。アメリカのインディー団体ではアクシズ・ザ・デモリッシャー（Axis the Demolisher）という挑発的なリングネームを名乗り、"元祖スマッシュ" のコリーと共に自分たちがオリジナル・デモリッションであることを主張した。これに対しWWFがクレームを付けたため、イーディーは1990年代半ばにギミックの使用権を巡る訴訟を起こすが敗訴（イーディーは「WWFでの終身雇用を条件にビンス・マクマホンに使用権を譲渡したにもかかわらず、WWF側は約束を反故にした」などと主張した。企画段階におけるデモリッションのキャラクター・コンセプトには、イーディーとコリーの発案も部分的に反映されていたという）。
それ以来、イーディーはWWEと絶縁状態であり、またアダムスも2007年8月13日に死去したため、WWEのリング上でデモリッションが再結成されたことは一度もない。しかしメンバー同士の間柄は良好で、イーディーとダーソウはアダムスの死去から約6週間後の9月29日、彼への追悼も込めてフロリダ州オーランドのUXW（United States Xtreme Wrestling）で16年ぶりにコンビを再結成。2008年2月29日にはワンマン・ギャングを交えたチームWWFとして、ペンシルベニア州フィラデルフィアのインディー団体チカラで行われた6人タッグマッチのトーナメントに出場している。
2009年は、2月28日にニュージャージー州のJAPW、10月10日にペンシルベニア州のKSWA（Keystone State Wrestling Alliance）に参戦。2010年は、9月25日にケベック州モントリオールのTOW、10月29日にニューヨーク州クイーンズのICW（Impact Championship Wrestling）、11月13日にイリノイ州のPOWWに登場。2011年5月21日にはROHの姉妹団体だったFIP（Full Impact Pro）のPPV "Full Force 2011" に出場した。2012年12月1日にはウィスコンシン州ウォキショーのGLCW（Great Lakes Championship Wrestling）にて、シャンハイ・ピアース&テックス・スラシンジャーと対戦した。
2013年以降も各地のインディー団体に出場しており。2017年3月18日にはノースカロライナ州クレイトンのNCWA（North Carolina Wrestling Association）において、ロックンロール・エクスプレスと6人タッグマッチで対戦した。

## 合体攻撃
- デモリッション・デキャピテーション（Demolition Decapitation / ペンデュラム・バックブリーカー&ダイビング・エルボー・ドロップ）
- ダブル・アックス・ハンドルの連打（維新軍の「太鼓の乱れ打ち」のように、相手の背中を交互に両拳で殴打する）
- ダブル・クローズライン

## 獲得タイトル
- WWF世界タッグ王座：3回[6][7]
- GLCWタッグ王座：1回
- USXWタッグ王座：1回